# David Pelletier
David Jacques Pelletier (* 2. September 1974 in Sayabec, Québec) ist ein ehemaliger kanadischer Eiskunstläufer, der im Paarlauf startete.

## Frühe Karriere
Pelletier war schon früh als Paarläufer mit seiner damaligen Partnerin Julie Laporte erfolgreich. Sie errangen den Anfänger- und Juniorentitel der kanadischen Meisterschaft sowie den 7. Platz bei der Junioren-Weltmeisterschaft 1992.
Trotz dieser Erfolge war Pelletier der Ansicht, seine Karriere bräuchte einen Schub, also trennte er sich von Laporte und nahm sich Allison Gaylor als Partnerin. Sie trainierten zusammen mit Isabelle Brasseur und Lloyd Eisler und feierten ihren größten Erfolg 1995, als sie die Silbermedaille bei den kanadischen Meisterschaften gewannen und somit für Kanada an der Weltmeisterschaft in Birmingham teilnehmen durften. Dort belegten sie den 15. Platz. 
Im selben Jahr belegten Pelletier/Gaylor bei den kanadischen Meisterschaften überraschend den zweiten Rang im Kurzprogramm. In der Kür fielen sie nach einem Strauchler auf den vierten Gesamtrang zurück. 
Nachdem es Pelletier und Gaylor in den zwei darauffolgenden Jahren nicht auf eine Podiumsplatzierung schafften, trennten sie sich und Pelletier fand in der jungen Läuferin Caroline Roy eine neue Partnerin. Kurz vor den kanadischen Meisterschaften 1998 starb Pelletiers ehemalige Mitstreiterin Julie Laporte bei einem Autounfall. Pelletier und Roy lieferten einen starken Auftritt, landeten jedoch nur auf Platz sechs und trennten sich kurz nach dem Wettbewerb wieder.

## Arbeit mit Salé
Pelletier bat seinen Trainer Richard Gauthier um Hilfe bei der Suche nach einer neuen Partnerin und Gaulthier empfahl Jamie Salé. Sie reisten im Februar 1998 für ein Probetraining mit Salé nach Edmonton. „Schon als wir einander das erste Mal die Hande schüttelten war es großartig“, sagte Pelletier und bereits einen Monat darauf zog Salé nach Montreal, um mit ihm Eis zu laufen.
Der kanadische Eiskunstlauf-Verband lud die beiden ein, bei Skate Canada 1999 teilzunehmen, wo sie durch einen zweiten Platz im Kurzprogramm – noch vor den amtierenden kanadischen Meistern Kristy Sargeant und Kris Wirtz – und einen dritten Rang in der Kür und dem damit verbundenen Gewinn der Bronzemedaille sofort auf sich aufmerksam machten. Aufgrund dieses Erfolges wurden sie zur NHK Trophy nach Japan eingeladen, wo sie wiederum Bronze gewannen.
Ihre jüngsten Erfolge machten sie zu Favoriten auf den kanadischen Titel, aber sie machten technische Fehler und beendeten den Wettbewerb auf Platz zwei. Diese Silbermedaille brachte ihnen Startplätze bei den Vier-Kontinente-Meisterschaften und der Weltmeisterschaft ein, wegen Rückenschmerzen bei Pelletier mussten sie allerdings beide Veranstaltungen absagen. Daraufhin machten beide eine Erholungspause von zwei Monaten.

## Love Story
Im Sommer 1999 engagierte Gaulthier Lori Nichol, eine sehr erfolgreiche kanadische Choreographin, die besonders durch ihre Arbeit mit der US-Läuferin Michelle Kwan bekannt wurde. Sie kreierte einen verspielten Tango für das Kurzprogramm und – nach einer Empfehlung der Trainerin Marijane Stong – eine Kür zur Musik des Films Love Story, komponiert von Francis Lai.
Das Programm wurde sofort ein Erfolg. Bei Skate America im Jahr 1999 gewannen sie sensationell vor den amtierenden zweifachen Weltmeistern und Gewinnern der olympischen Silbermedaille Jelena Bereschnaja und Anton Sicharulidse das Kurzprogramm ebenso wie die Kür. Bei ihrem zweiten Grand Prix Auftritt, dem Nations Cup, wurden sie Zweite hinter den Russen Marija Petrowa und Alexei Tichonow. Durch dieses solide Resultat qualifizierten sie sich für das Finale des Grand Prix. Einige Fehler in beiden Programmen brachten ihnen jedoch am Ende nur den enttäuschenden fünften Platz ein, obwohl ihre Sprünge und Hebefiguren große Highlights darstellten.
2000 nahmen sie an den kanadischen Meisterschaften in Salés Heimatstadt Calgary teil, bei denen sie für ein sehr starkes und fast makelloses Kurzprogramm fünfmal die Traumnote 6,0 erhielten – das erste Mal, dass ein Paar dies bei den kanadischen Titelkämpfen erreichte. Sie bekamen eine weitere 6,0 und damit die Goldmedaille bei den Vier-Kontinente-Meisterschaften im japanischen Osaka.
Es folgte die Weltmeisterschaft 2000 in Nizza. Salé machte im Kurzprogramm einen groben Fehler bei einer Pirouette, sie wurden aber dennoch Dritte. In der Kür jedoch strauchelte sie erneut, diesmal bei den Sprüngen, und sie landeten am Ende auf dem undankbaren vierten Platz im Gesamtklassement.

## Der Sieg in Vancouver
Salé und Pelletier arbeiteten für ihr Programm 2000/2001 wieder mit Lori Nochol. Sie erdachte eine Jazz-Choreographie zu dem Titel „Come Rain or Come Shine“ und eine dramatische zu Wagners Tristan und Isolde. Im Herbst traten sie erneut bei Skate Canada und Skate America an, wo sie jeweils vor den Paaren Shen Xue / Zhao Hongbo und Jelena Bereschnaja / Anton Sicharulidse gewannen. Knapp danach unterlagen sie Bereschnaja/Sicharulidse bei der Trophée Lalique.
Das Paar feierte bei den kanadischen Meisterschaften 2001 in Winnipeg erneut einen großen Erfolg, konnte aber den fünffachen „6,0er“, den „Love Story“ ihnen im Vorjahr einbrachte, nicht wiederholen. Sie gewannen wieder die Four Continents in Salt Lake City, obwohl Salé ihre dreifachen Toeloops in allen drei Phasen des Wettbewerbs nicht sauber vorführen konnte.
Die Weltmeisterschaft im Eiskunstlaufen fand 2001 in Vancouver, Kanada, statt. Salé und Pelletier waren hohe Favoriten auf den Titelgewinn. Nach Problemen im Kurzprogramm landeten sie zunächst auf dem dritten Platz, aber eine nahezu perfekte Kür brachte ihnen am Ende den Gesamtsieg ein. Sie waren damit das erste kanadische Paar seit Brasseur/Eisler 1993 die Weltmeister im Paarlauf werden konnten und das erste kanadische Paar seit Barbara Underhill/Paul Martini 1984, das dies im eigenen Land schaffte.

## Olympische Hoffnungen
Salé and Pelletier entschieden in der Saison 2001/2002 mit ihrem neuen Programm zu „Adiago Sostenuno“ von Rachmaninow erneut die Wettbewerbe Skate America und Skate Canada mit technischer Konstanz in beiden Wettbewerben für sich.
Das Finale des Grand Prix, das in Kitchener, Ontario, stattfand, war für die beiden besonders wichtig, da es die erste und einzige Chance darstellte, ihr Programm gegen starke Konkurrenz zu testen, bevor die Olympischen Spiele in Salt Lake City begannen. Trotz einer durchwachsenen ersten Kür mit „Orchidee“ schafften sie es im zweiten Durchgang, mit einem fast fehlerfreien Lauf zu „Love Story“ den Wettbewerb zu gewinnen. Sie gingen also in die Finals der kanadischen Meisterschaft 2002 in Hamilton mit großem Selbstbewusstsein, welches aus dem Triumph gegen ihre größten Rivalen, Bereschnaja/Sicharulidse, resultierte. Sie gewannen den Titel trotz einer nicht optimalen Kür, was dazu führte, dass Gerüchte entstanden, man würde zu den Winterspielen wieder auf „Love Story“ umsatteln.
Der Druck vor den Spielen war hoch. Kanada hatte bisher zwar einige Silber- und Bronzemedaillen bei Olympischen Winterspielen gewinnen können, aber nur zweimal Gold (1948 und 1960). Alle erwarteten von Salé und Pelletier, dass sie die Durststrecke und die 40 Jahre andauernde russische Dominanz beenden würden. Das Kurzprogramm verlief bis auf einen kleinen Lapsus in der Schlusspose reibungslos. Da der kleine Fehler nicht in einem Element des Tanzes stattfand, wurde er nicht mit Punktabzug bestraft. Er schadete dem Programm aber derart, dass es nur zu Platz 2 hinter Bereschnaja/Sicharulidse nach dem Kurzprogramm reichte. Nun kam es auf die Kür an.
Nach den Russen laufend konnten Salé und Pelletier mit einer ausdrucksstarken Kür zu „Love Story“ die Kommentatoren ebenso wie das Publikum begeistern. Ein kleiner Fehler im Sprung von Sicharulidse und ein sauberer Auftritt der Kanadier hatte die meisten überzeugt: Kanada würde Gold gewinnen.
Aber so weit war es noch nicht, denn als die Preisrichter ihre Punkte bekanntgaben, waren Salé und Pelletier nur auf den zweiten Kürrang. Fünf Richter hatten Bereschnaja/Sicharulidse, vier Salé/Pelletier vorne gesehen. Dieses Ergebnis führte zu einem Aufschrei in den nordamerikanischen Medien und weiten Teilen des Publikums, die beiden Athleten jedoch akzeptierten die Silbermedaille. Am nächsten Tag gab die französische Preisrichterin Marie-Reine LeGougne zu, massiv unter Druck gesetzt worden zu sein. Ihrer Stimme für die Russen sollte als Gegenleistung eine Stimme für das französische Eistanz-Paar Marina Anissina/Gwendal Peizerat folgen. Dieser Skandal sorgte für die Suspendierung einiger Richter und Offizieller und für die Annullierung der Punktevergabe LeGougnes. Dadurch entstand eine Pattsituation und Salé/Pelletier wurde einige Tage später ebenfalls eine Goldmedaille verliehen.
Diese Kontroverse führte nach den Spielen zu zahlreichen Änderungen im Punktevergabesystem. Zuerst wurde die Abstimmung anonymisiert, um den Druck von außen auf die Richter zu reduzieren. Man konnte nun die Punktevergabe nicht mehr namentlich zuordnen. Nach zwei Jahren mit diesem System wurde zur Saison 2004/2005 ein neues Punktesystem eingeführt.

## Nach Salt Lake City
Nach den Spielen von 2002 wechselten Salé und Pelletier ins Profilager und reisten mehrere Jahre mit Stars on Ice, einer populären Eistanzshow, durch Nordamerika. Sie heirateten am 30. Dezember 2005. 
Anfang 2006 kommentierten sie für das USA Network bei den Winterspielen in Turin einige Eislaufwettbewerbe. Pelletier ist Athletenbotschafter der Entwicklungshilfeorganisation Right To Play.

## Ergebnisse

### Paarlauf
(mit Jamie Salé)
| Wettbewerb / Jahr               | 1999 | 2000 | 2001 | 2002 |
| ------------------------------- | ---- | ---- | ---- | ---- |
| Olympische Winterspiele         |      |      |      | 1.   |
| Weltmeisterschaften             |      | 4.   | 1.   |      |
| Vier-Kontinente-Meisterschaften |      | 1.   | 1.   |      |
| Kanadische Meisterschaften      | 2.   | 1.   | 1.   | 1.   |

(mit Caroline Roy)
| Wettbewerb / Jahr          | 1998 |
| -------------------------- | ---- |
| Kanadische Meisterschaften | 6.   |

(mit Allison Gaylor)
| Wettbewerb / Jahr          | 1994 | 1995 | 1996 | 1997 |
| -------------------------- | ---- | ---- | ---- | ---- |
| Weltmeisterschaften        |      | 15.  |      |      |
| Kanadische Meisterschaften | 8.   | 2.   | 5.   | 6.   |

(mit Julie Laporte)
| Wettbewerb / Jahr       | 1992 | 1993 |
| ----------------------- | ---- | ---- |
| Juniorenmeisterschaften | 5.   | 7.   |